# Robert de Craon

Großmeisterwappen Roberts de Craons

Robert de Craon (auch: Robert der Burgunder, latein.: Robertus de Burgundio, französisch: Le Bourguignon) († 13. Januar 1147) war der zweite Großmeister des Templerordens (1136/37–1147) und folgte Hugues de Payns in seinem Amt.

## Leben
Robert de Craon wird im Jahr 1093 erstmals erwähnt. Er war der dritte von vier Söhnen des Rainald, Herr von Craon, und ein Ururenkel des Kapetingerkönigs Hugo Capet. Er gehörte insofern dem Hochadel an und wurde „Der Burgunder“ genannt. Seine Mutter war Domitia von Vitré.
In jungen Jahren verkehrte er am Hof der Grafen von Angoulême und trat später in den Dienst des Herzogs von Aquitanien. Angeblich im Streit mit einem Rivalen um die Hand der reichen Erbin von Confolens und Chabannes reiste er nach Palästina, um dort 1126 in den Templerorden einzutreten.
1132 und 1136 hielt er sich als Seneschall des Ordens in Europa auf. Während dieser Zeit kümmerte er sich vor allem um die spanischen Angelegenheiten. Als er 1136 vom Tod des Großmeisters Hugo von Payns erfuhr, reiste er nach Palästina zurück, wo er zu dessen Nachfolger gewählt wurde.
In diesem Jahr überfielen die Seldschuken die Stadt Tekoa (Khirbet et-Teqūʿ) im Judäischen Bergland. Die Templer unter Führung Roberts verteidigten die Stadt erfolgreich. Beim Nachsetzen hinter den flüchtenden Türken gerieten sie in einen taktischen Hinterhalt, in dem viele von ihnen erschlagen wurden, darunter auch Otto von Montfaucon und der Bannerträger Bernhard Vacher. Robert gestattete den Templern in Spanien einen Seeangriff mit ca. 70 Schiffen gegen die maurische Stadt Lissabon, der aber zurückgeschlagen wurde.
1139 bekam er von Papst Innozenz II. die Bulle „Omne datum optimum“ zugestanden, welche die Zusammenfassung der Privilegien für den Orden war.
1140 wurde die Macht des Großmeisters erheblich eingeschränkt, so dass nur noch mit Zustimmung des Konvents Land verkauft, Befehle des Konvents verändert werden durften, Kriege begonnen und Waffenstillstände geschlossen werden konnten. In die Amtszeit Roberts fällt zudem die Übertragung der Regel der Templer in die französische Sprache, um diese auch den nicht lateinisch sprechenden Rittern zugänglich zu machen.